# Róbert Kaláber
Róbert Kaláber (ur. 8 października 1969 w Bratysławie) – słowacki hokeista, trener, od 2020 roku selekcjoner reprezentacji Polski.

## Kariera
Róbert Kaláber w czasie kariery sportowej reprezentował barwy klubów: Dukla Senica (1995–1998), Polygonu Prievidza (1998–2000), węgierskiego Dunaújvárosi Acélbikák (2000–2001 – wicemistrzostwo Węgier 2001), ponownie MšHK Prievidza (2002–2005 – wicemistrzostwo 1. ligi słowackiej 2004) oraz ŠHK Piešťany (2005–2006).

## Kariera trenerska
Róbert Kaláber po zakończeniu kariery sportowej rozpoczął karierę trenerską. W latach 2006–2008 trenował klub 1. ligi słowackiej – Duklę Senica. W styczniu 2012 roku zastąpił Dušana Gregora na stanowisku trenera klubu ekstraligi słowackiej – Duklę Trenczyn, które zajmował do 7 listopada 2013 roku. Z tym klubem w sezonie 2011/2012 zajął 3. miejsce oraz w sezonie 2012/2013 trenował młodzieżową drużynę tego klubu. 5 grudnia 2013 roku zastąpił Jana Nelibę na stanowisku trenera MsHK Žiliny, którym był do 31 stycznia 2014 roku.

### JKH GKS Jastrzębie-Zdrój
14 maja 2014 roku zastąpił Mojmíra Trličíka na stanowisku trenera klubu Polskiej Hokej Ligi – JKH GKS Jastrzębie-Zdrój, który pod wodzą Kalábera stał się jednym z czołowych polskich klubów. W sezonie 2014/2015 awansował z klubem do finału fazy play-off, w którym przegrał rywalizację 2:4 (1:2, 4:2, 0:2, 4:1, 2:4, 4:1) z GKS-em Tychy i tym samym zostali wicemistrzami Polski.
Sezon 2018/2019 po porażce w pierwszej rundzie fazy play-off rywalizacji 0:4 (1:2, 1:3, 0:3, 2:8) z Cracovią zespół zakończył na 5. miejscu, natomiast w Pucharze Polski po zwycięstwie 0:4 z Podhalem Nowy Targ wygrał te rozgrywki.
W sezonie 2019/2020 zdobył z klubem Puchar Polski oraz Puchar Wyszehradzki, natomiast rozgrywki Polskiej Hokej Ligi, które zostały przedwcześnie zakończone z powodu pandemii koronawirusa, zakończył na 3. miejscu. Sezon 2020/2021 okazał się najlepszy w historii klubu z Jastrzębia Zdroju. 20 października 2020 roku po wygranej 3:2 w decydującym meczu z Unią Oświęcim na Stadionie Zimowym w Tychach zdobył z klubem Superpuchar Polski, 5 lutego 2021 roku po wygranej 3:2 w finale z GKS-em Tychy rozegranym na lodowisku Jantor w Katowicach obronił Puchar Polski, natomiast 2 kwietnia 2021 roku po wygranej 3:2 z Cracovią w domowym – 5. meczu finałowym fazy play-off Polskiej Hokej Ligi wygrał w finale rywalizację z Pasami 4:1 i tym samym zdobył pierwsze w swojej historii mistrzostwo Polski, a w konsekwencji krajową potrójną koronę.
Po sezonie 2024/2025 odszedł z posady trenera JKH.

### Reprezentacja Bułgarii
6 kwietnia 2018 roku Róbert Kaláber zaczął łączyć funkcję trenera JKH GKS z funkcją selekcjonera reprezentacji Bułgarii, którą sprawował do 23 czerwca 2020 roku, a reprezentacja Bułgarii pod wodzą Kalábera na mistrzostwach świata 2018 III Dywizji w południowoafrykańskim Kapsztadzie, na których jego drużyna zajęła 2. miejsce i nie awansowała na mistrzostwa świata 2019 II Dywizji Grupy B, natomiast na mistrzostwach świata 2019 III Dywizji w Sofii wygrał ten turniej i tym samym awansował na mistrzostwa świata 2020 II Dywizji Grupy B w Zagrzebiu, które z powodu pandemii koronawirusa w 2020 roku się nie odbyły.

### Reprezentacja Polski
23 czerwca 2020 roku Robert Kaláber został głównym trenerem reprezentacji Polski. Objął również nadzór na Szkołą Mistrzostwa Sportowego w Katowicach oraz funkcję w młodzieżowych reprezentacjach Polski.

## Statystyki

### Klubowe
| 1995–1996        | Dukla Senica           | 1. liga          | 51  | 12 | 21  | 33  | 30  | –  | – | – | – | – |
| 1996–1997        | Dukla Senica           | 1. liga          | 48  | 5  | 20  | 25  | 28  | –  | – | – | – | – |
| 1997–1998        | Dukla Senica           | 1. liga          | 36  | 6  | 9   | 15  | 8   | –  | – | – | – | – |
| 1998–1999        | Polygon Prievidza      | 1. liga          | 35  | 16 | 22  | 38  | 47  | –  | – | – | – | – |
| 1999–2000        | Polygon Prievidza      | 1. liga          | 15  | 2  | 7   | 9   | 37  | –  | – | – | – | – |
| 2000–2001        | Dunaújvárosi Acélbikák | OB I             | 9   | 9  | 12  | 21  | 6   | –  | – | – | – | – |
| 2000–2001        | Dunaújvárosi Acélbikák | Interliga        | 19  | 7  | 8   | 15  | 22  | –  | – | – | – | – |
| 2002–2003        | MšHK Prievidza         | 1. liga          | 43  | 12 | 20  | 32  | 46  | –  | – | – | – | – |
| 2003–2004        | MšHK Prievidza         | 1. liga          | 27  | 5  | 14  | 19  | 16  | 12 | 0 | 1 | 1 | 4 |
| 2004–2005        | MšHK Prievidza         | 1. liga          | 4   | 1  | 4   | 5   | 0   | 1  | 0 | 0 | 0 | 0 |
| 2005–2006        | ŠHK Piešťany           | 1. liga          | 25  | 2  | 6   | 8   | 10  | –  | – | – | – | – |
| 1. liga Ogółem   | 1. liga Ogółem         | 1. liga Ogółem   | 284 | 61 | 123 | 184 | 222 | 13 | 0 | 1 | 1 | 4 |
| OB I Ogółem      | OB I Ogółem            | OB I Ogółem      | 9   | 9  | 12  | 21  | 6   | –  | – | – | – | – |
| Interliga Ogółem | Interliga Ogółem       | Interliga Ogółem | 19  | 7  | 8   | 15  | 22  | –  | – | – | – | – |

## Osiągnięcia i wyróżnienia
Zawodnicze
- Srebrny medal mistrzostw Węgier: 2001 z Dunaújvárosi Acélbikák
- Srebrny medal 1. ligi słowackiej: 2004 z MšHK Prievidza

Szkoleniowe
- Brązowy medal mistrzostw Słowacji: 2012 z Duklą Trenczyn
- Awans do mistrzostw świata II Dywizji Grupy B: 2019 z reprezentacją Bułgarii
- Złoty medal mistrzostw Polski: 2021 z JKH GKS Jastrzębie
- Srebrny medal mistrzostw Polski: 2015 z JKH GKS Jastrzębie
- Brązowy medal mistrzostw Polski: 2020[10], 2022, 2025 z JKH GKS Jastrzębie
- Puchar Polski: 2018, 2019, 2021 z JKH GKS Jastrzębie
- Puchar Wyszehradzki: 2020 z JKH GKS Jastrzębie
- Superpuchar Polski: 2020, 2021 z JKH GKS Jastrzębie
- Awans do mistrzostw świata I Dywizji Grupy A: 2022 z Polską
- Awans do mistrzostw świata Elity: 2023
- Finał Pucharu Polski: 2023, 2024 z JKH GKS Jastrzębie

Wyróżnienie
- Honorowe obywatelstwo Jastrzębia-Zdroju: 2021[11]

## Życie prywatne
Róbert Kaláber ma żonę Slavkę oraz dwie córki: Katarinę i Kristinę.